# Konstytucja Libanu
Konstytucja Libanu – najważniejszy akt prawny Libanu. Została uchwalona 23 maja 1926 roku ze zmianami, ostatnio w Karcie Libańskiego Pojednania Narodowego z października 1989.

Konstytucja stanowi o zachowaniu równości pomiędzy chrześcijanami a muzułmanami. Z uwagi na wielowyznaniowe społeczeństwo centralną rolę w życiu politycznym Libanu odgrywa konfesjonalizm, którego początek sięga XIX wieku. Mówi o tym artykuł 24 Konstytucji. Kryterium branym pod uwagę przy podziale mandatów i stanowisk jest przynależność religijna. Prezydentem jest chrześcijanin maronita, premierem muzułmanin-sunnita, przewodniczącym parlamentu muzułmanin-szyita, a wiceprzewodniczącym parlamentu jest chrześcijanin prawosławny.
Konstytucja przewidywała dwuizbowy parlament - wybieralną w 2/3 Izbę Deputowanych (do 1943 roku 1/3 mianował prezydent) z czteroletnią kadencją i Senat (zniesiony w 1927 roku) mianowany przez francuskiego wysokiego komisarza. Wybory do parlamentu odbywały się proporcjonalnie do liczebności gmin religijnych w uprzednio ustanowionych okręgach wyborczych. Parlament wybierał prezydenta na sześcioletnią kadencję, ten z kolei mianował członków rządu.
Konstytucja określa również flagę Libanu. W pierwotnej wersji, gdy Liban był pod okupacją francuską konstytucja brzmiała: "Artykuł 5: Libańska flaga jest niebieska, biała, czerwona z cedrem w białej części". Nie było tam mowy o kolorze cedru, więc były dwie flagi: z całym zielonym cedrem i z zielonym cedrem z brązowym pniem. Zmieniono ją 7 grudnia 1943 roku: "Artykuł 5: Libańska flaga jest czerwona, biała, czerwona w horyzontalnie ułożone pasy z cedrem w białej części".